# Riktningscosiner

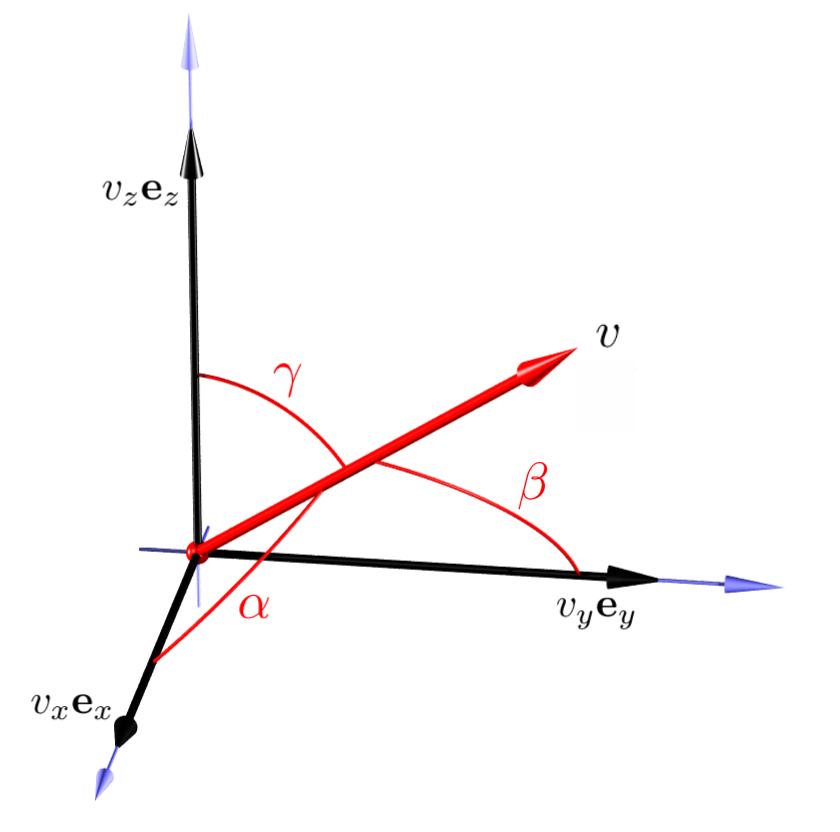
En vektor v i ℝ^{3} med riktningsvinklar

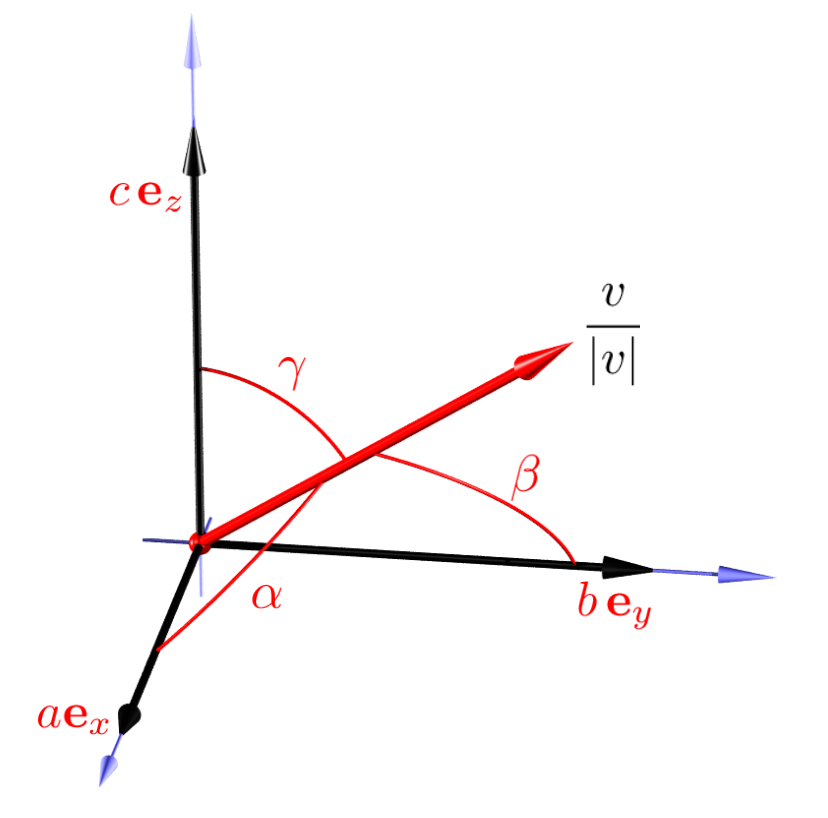
Riktningscosiner och riktningsvinklar för enhetsvektorn v/v

Inom analytisk geometri, är en euklidisk vektors riktningscosiner cosinusvärdena för vinklarna mellan vektorn och de tre koordinataxlarna. Ekvivalent, de är varje baskomponents bidrag till en enhetsvektor i vektorns riktning. Riktningscosiner är en analog utvidgning av den vanliga lutningen för högre dimensioner.

## Tredimensionella kartesiska koordinater
Om v är en euklidisk vektor i ℝ3,
{\displaystyle \mathbf {v} =v_{x}\mathbf {e} _{x}+v_{y}\mathbf {e} _{y}+v_{z}\mathbf {e} _{z},}
där {\displaystyle \mathbf {e} _{x},\ \mathbf {e} _{y},\ \mathbf {e} _{z}} är standardbasen i kartesisk notation, är riktningscosinerna 
{\displaystyle {\begin{alignedat}{2}a&{}=\cos \alpha ={\frac {\mathbf {v} \cdot \mathbf {e} _{x}}{\Vert \mathbf {v} \Vert }}&&{}={\frac {v_{x}}{\sqrt {v_{x}^{2}+v_{y}^{2}+v_{z}^{2}}}},\\b&{}=\cos \beta ={\frac {\mathbf {v} \cdot \mathbf {e} _{y}}{\Vert \mathbf {v} \Vert }}&&{}={\frac {v_{y}}{\sqrt {v_{x}^{2}+v_{y}^{2}+v_{z}^{2}}}},\\c&{}=\cos \gamma ={\frac {\mathbf {v} \cdot \mathbf {e} _{z}}{\Vert \mathbf {v} \Vert }}&&{}={\frac {v_{z}}{\sqrt {v_{x}^{2}+v_{y}^{2}+v_{z}^{2}}}}.\end{alignedat}}}
och {\displaystyle v_{x},\ v_{y},\ v_{z}} de kartesiska koordinaterna för enhetsvektorn {\displaystyle v/|v|} och {\displaystyle \alpha ,\,\beta ,\,\gamma } är riktningsvinklarna för vektorn {\displaystyle v}.
Genom att addera ekvationernas respektive kvadrater fås
{\displaystyle \cos ^{2}\alpha +\cos ^{2}\beta +\cos ^{2}\gamma =1}
Riktningsvinklarna {\displaystyle \alpha ,\,\beta ,\,\gamma } är trubbvinkliga eller spetsvinkliga, det vill säga, {\displaystyle 0\leq \alpha \leq \pi ,\ 0\leq \beta \leq \pi } och {\displaystyle 0\leq \gamma \leq \pi } och de anger vinklarna som bildas mellan v och enhetsbasens vektorer, {\displaystyle \mathbf {e} _{x},\ \mathbf {e} _{y},\ \mathbf {e} _{z}}.
Mera allmänt, refererar riktningscosin till cosinusvärdet av vinkeln mellan varje par av euklidiska vektorer.

### Exempel

#### Vinkeln mellan två riktningar
Om två vektorer är givna, v1 med riktningscosinerna a1, b1 och c1 och v2 med riktningscosinerna a2, b2 och c2, så gäller för vinkeln {\displaystyle \theta } mellan v1 och v2:
{\displaystyle \cos \theta =a_{1}a_{2}+b_{1}b_{2}+c_{1}c_{2}}

#### Planets normalform
Om {\displaystyle \alpha ,\beta ,\gamma } är riktningsvinklarna för en normal till ett plan är planets ekvation på normalform
{\displaystyle x\cos \alpha +y\cos \beta +z\cos \gamma =p}
där p är längden av normalen från origo till planet.